# Eduard Rapp
Eduard Reingoldowitsch Rapp (* 7. März 1951 in Omsk) ist ein ehemaliger sowjetischer Bahnradsportler und zweifacher Weltmeister.

## Leben
Eduard Rapp wollte von Kind an Radrennfahrer werden, doch er erkrankte an einer Herzmuskelentzündung. Die Ärzte rieten ihm zum Turnen, weshalb er eine muskulöse Statur bei einer Größe von 1,75 Metern bekam. 1968 debütierte er als Bahnradsportler; wegen des langen Winters in seiner Heimatstadt war ein Straßentraining nur schwer möglich, aber es gab eine Radrennbahn.
Rapp begann als Verfolger, einzeln oder in der Mannschaft, orientierte sich dann aber in Richtung 1-km-Zeitfahren. In dieser Disziplin wurde er 1971 und 1974 Weltmeister, 1973 sowie 1975 Vize-Weltmeister. 1979 konnte er nochmals eine Bronze-WM-Medaille erringen und die sowjetische Meisterschaft in dieser Disziplin gewinnen. Im Zeitfahren wurde er bereits 1974 nationaler Meister.
Zweimal, 1972 und 1976, nahm Rapp an Olympischen Spielen teil. 1972 in München unterlief ihm jedoch ein Missgeschick: Rapp glaubte irrtümlicherweise, einen Fehlstart verursacht zu haben und kehrte zum Start zurück; die Uhr war jedoch weitergelaufen. Bei den SKDA-Meisterschaften im Radsport 1979 gewann er das 1000-Meter-Zeitfahren.
Heute lebt der Russlanddeutsche Eduard Rapp in Süddeutschland, hat die deutsche Staatsangehörigkeit und fährt als Senior Rennen für die „RSG Eichstetten“.